# Gokstad-Schiff

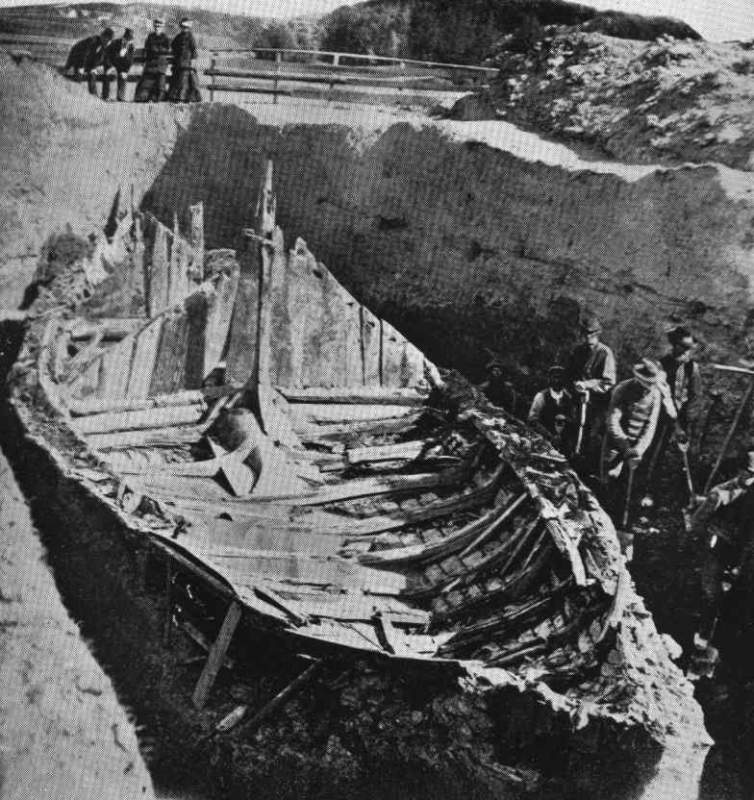
Das Gokstad-Schiff während der Ausgrabung im Jahre 1880

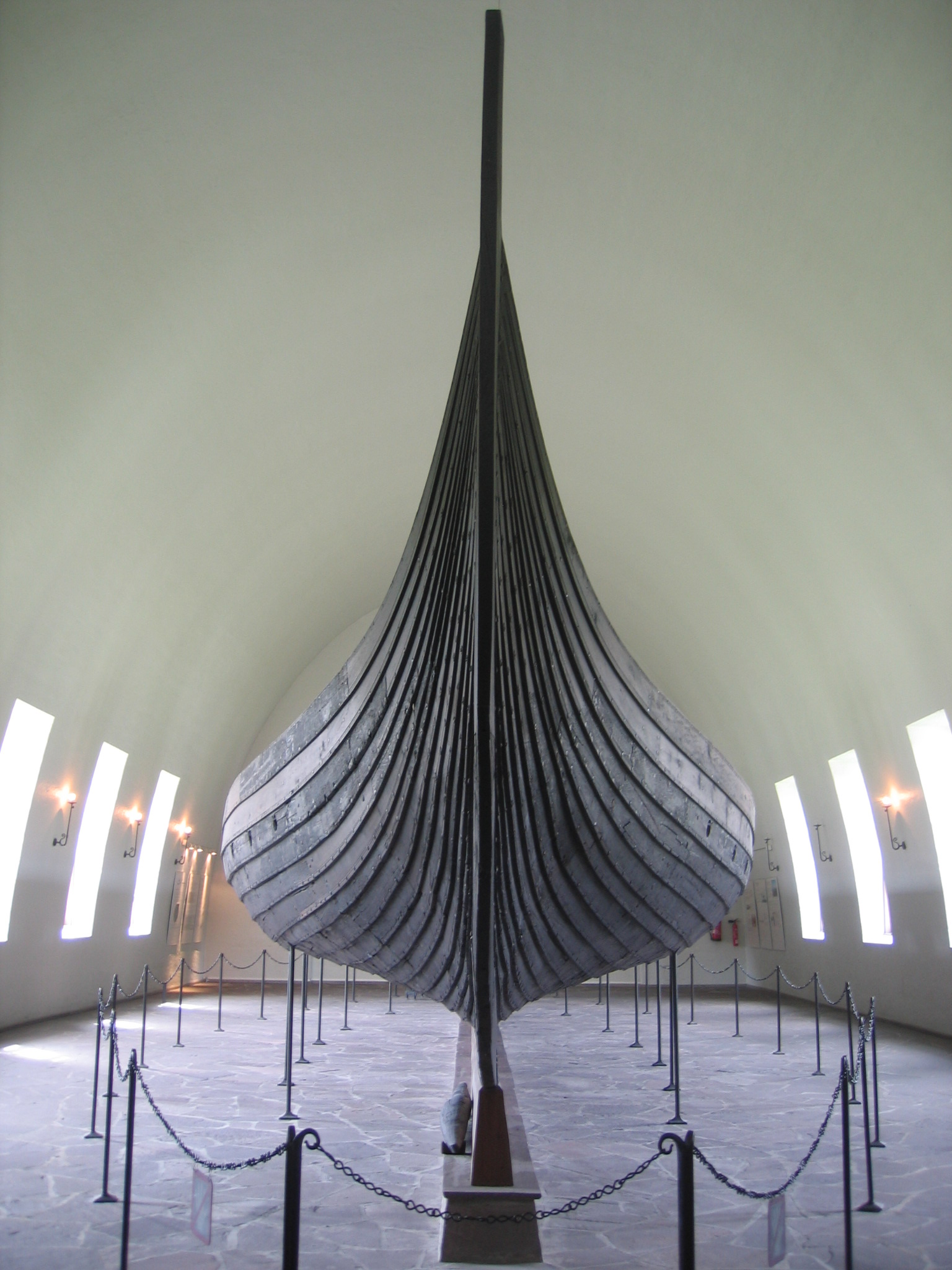
Das Gokstad-Schiff im Wikinger-Schiff-Museum in Oslo, Norwegen

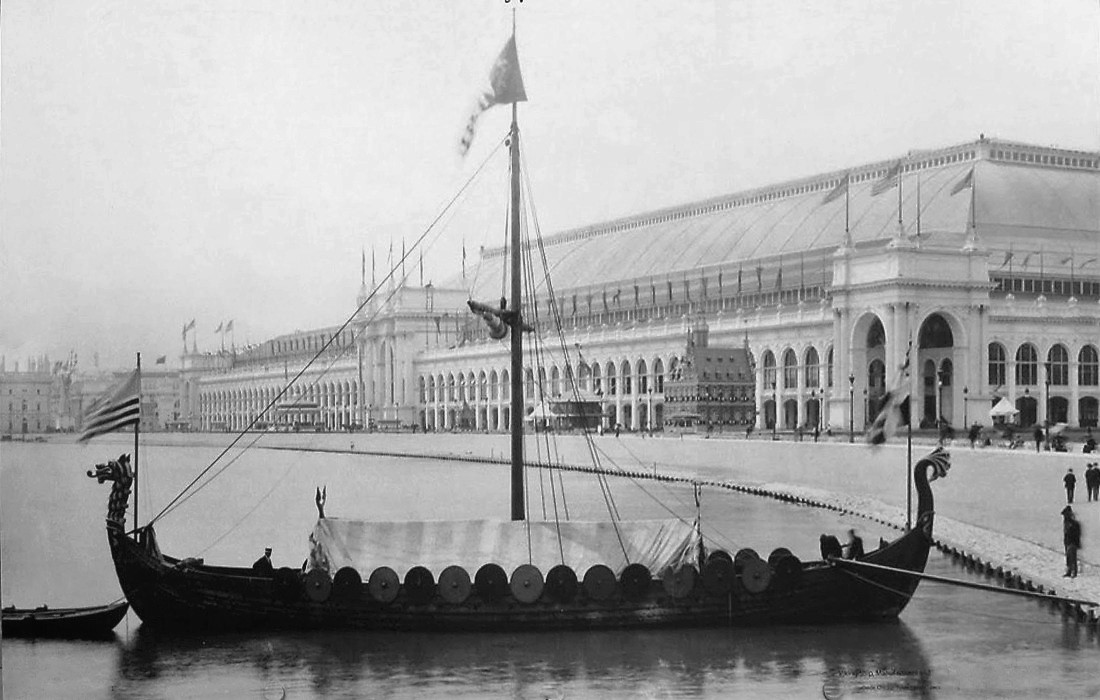
Gokstad-Nachbau „Viking“ auf der Weltausstellung in Chicago 1893

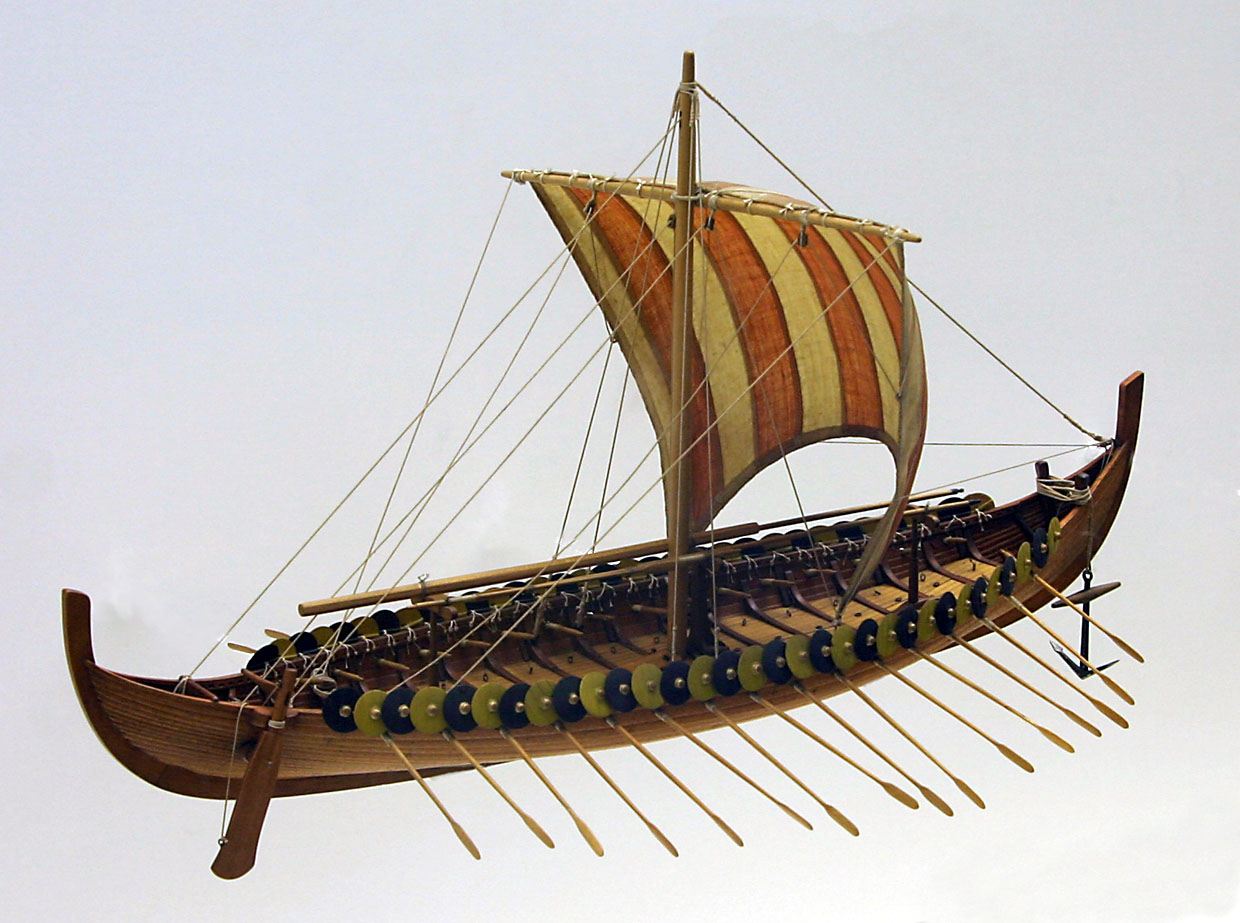
Modell des Gokstad-Schiffes.

Das Gokstad-Schiff ist ein Wikingerschiff aus dem späten 9. Jahrhundert. Es wurde in dem Schiffsgrab Gokstadhaugen bei dem Bauernhof Gokstad in Sandar (heute Sandefjord), Vestfold, Norwegen entdeckt und 1880 unter der Leitung von Nicolay Nicolaysen ausgegraben. Durch zahlreiche Repliken wurde die Hochseetauglichkeit der Wikingerschiffe bewiesen.
Im Heck des Schiffs befand sich eine aufwendig ausgestaltete Grabkammer mit der Leiche eines Mannes. Außer dem Schiff wurden noch drei kleine Boote und umfangreiche Grabbeigaben gefunden. Es kann davon ausgegangen werden, dass das Grab in früheren Zeiten geplündert wurde.

## Beschreibung
Das in Klinkerbauweise gebaute Schiff ist 23,33 m lang und 5,25 m breit. Es ist vollständig aus Eiche gebaut. Man hat das Gewicht des Schiffes mit voller Ausrüstung auf 20,2 t berechnet. Eine Kopie des Schiffes hatte eine Vermessung von 31,78 Registertonnen. Die Höhe von der Unterkante des Kiels bis zur Oberkante der Bordwand beträgt 1,95 m. Die seitliche Höhe über der Wasserlinie beträgt 1,10 m, der Tiefgang 0,85 m. Der Kiel besteht aus einem einzigen durchgehenden Balken. Er ist in der Mitte 37 cm hoch, am Achterende 42 cm, am Bug 40 cm. Er ist am Schiffsboden 10 cm breit, an seiner Unterseite 13 cm. An den Oberkanten des Kiels ist beidseitig eine Leiste stehen geblieben, an der die unterste Bohle der Schiffswand befestigt ist, so dass die Oberseite des Kiels 20 cm breit ist. Der Kiel ist vorn und achtern leicht nach oben geschwungen, so dass er mittschiffs 30 cm tiefer liegt als an den Enden. An diesen Enden fehlt die stehen gebliebene Leiste. Stattdessen ist dort ein Falz eingeschnitten, an dem die Seitenplanken eingelassen und befestigt sind. An die Kielenden sind besondere Holzstücke angesetzt, die eine steigende Kurve aufweisen. Der Steven am Bug ist aus bestem Material, jedoch unvollständig, da das Oberstück im Boden offenbar verrottet ist. Das vom Achtersteven erhaltene Stück misst 3 m. Der Querschnitt beträgt an der dicksten Stelle 45 cm. Auch hier dient ein seitlicher Falz zur Befestigung der Seitenplanken. Wie hoch der Steven reichte, lässt sich nicht mehr feststellen. An der Bruchstelle des Achterstevens lässt sich erkennen, dass er nach oben wesentlich dicker wurde. Die Seiten des Schiffes bestehen aus jeweils 16 Planken. Die Fugen zwischen den Planken wurden mit gedrehtem und teergetränktem Tierhaar gedichtet, das in eine kleine Nut an den Stoßseiten eingelegt wurde. An einigen Stellen erkennt man, dass später nachgedichtet wurde. Die oberste Planke war etwas dicker. An ihr wurden die Schilde aufgehängt, 32 auf jeder Seite und abwechselnd gelb und schwarz angestrichen. Auf der Fahrt wurden sie jedoch hereingenommen.
Das Schiff hat Platz für 32 Ruderer, die Besatzung war allerdings mehr als doppelt so groß, da sich zwei Mannschaften beim Rudern ablösten. Das rechteckige Segel hatte eine Fläche von rund 110 m². Dieses konnte das Schiff auf zwölf Knoten bringen. In flachem Wasser konnte das Ruder hochgeklappt werden.
Die konservierten Reste des Gokstad-Schiffs sind im Wikingerschiff-Museum auf Bygdøy, Oslo, ausgestellt, in dem sich auch das Tune-Schiff und das Oseberg-Schiff befinden.
Das Gokstad-Schiff ist das Motiv auf den 100-Kronen-Scheinen, die am 30. Mai 2017 in Umlauf gebracht wurden.

## Nachbauten
Das Gokstad-Schiff wurde mehrmals nachgebaut. Besonders folgende Repliken wurden bekannt:
- Viking, gebaut 1892 in Norwegen. Das Schiff fuhr 1893 unter Führung von Kapitän Magnus Andersen von Norwegen zur Weltausstellung in Chicago über den Atlantik. Das Schiff befindet sich heute (2015) in Geneva (Illinois) und wird von einer privaten Stiftung unterhalten.[4][5][6]

- Hugin, gebaut in Dänemark, fuhr 1949 von Jütland nach Kent, um an die Landung von Hengest und Horsa in England 1500 Jahre zuvor zu erinnern.

- Ormen Friske, gebaut 1949 in Schweden, ging 1950 – vermutlich aufgrund von Konstruktionsfehlern des Nachbaus[7] – in der Nordsee verloren, wobei alle 15 Insassen den Tod fanden.

- Hjemkomst, fertiggestellt 1980 in Minnesota, USA; sie fuhr 1982 mit einer zwölfköpfigen Besatzung von Duluth (Minnesota) über New York City und Bergen nach Oslo, wurde jedoch auf einem Frachtschiff zurücktransportiert und befindet sich heute im City of Moorhead Hjemkomst Center in Moorhead (Minnesota). Sie wird von der Historical and Cultural Society of Clay County unterhalten.[8]
- Jorgen Jorgenson, gebaut 1987 in Perth; das nach dem Seefahrer Jørgen Jürgensen benannte Schiff wurde 2008 vom Pyrmont Heritage Boating Club in Sydney übernommen und im Rahmen eines sozialen Projektes restauriert. Zu Aegir umbenannt, wurde das Schiff 2013 auf einer Veranstaltung des Australian National Maritime Museum ausgestellt. Es befindet sich seither in Sydney.[9]

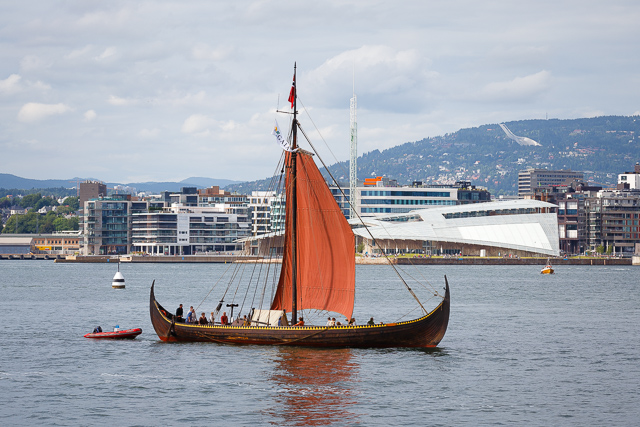
Gaia in Oslo

- Gaia, gebaut im Winter 1989–1990 in Bjørkedal, Norwegen, überquerte mehrmals den Atlantik und fuhr bis nach Rio de Janeiro. Sie liegt heute am Museumskai in Sandefjord und wird für Ausflugsfahrten genutzt.

- Lofotr, gebaut 1992 im gleichnamigen Museum in Borg auf der Lofoten-Insel Vestvågøy. Im Gegensatz zu seinem Vorbild wurde das Schiff nicht aus Eichen-, sondern aus Kiefernholz gebaut. Es erlitt 1994 Schiffbruch, wurde jedoch repariert. Es wird im Sommer zu Ausfahrten verwendet, im Winter liegt es im Bootshaus des Museums. Ferner befindet sich die in Polen gebaute Vargfotr im Besitz des Museums, ein Nachbau, der etwa 65 % der Größe des Originals aufweist.[10]

- Íslendingur, gebaut von 1994 bis 1996 auf den Vestmannaeyjar (zu Island gehörend) von Gunnar Marel Eggertsson, der bereits als stellvertretender Kommandant auf der Gaia Erfahrungen mit dem Schiffstyp gesammelt hatte. Sie diente zunächst als Schulschiff, das isländischen Schülern die Vergangenheit näherbringen sollte. Im Jahr 2000 segelte sie zum Gedenken an die Reise Leif Erikssons 1000 Jahre zuvor, mit sieben Mann und einer Frau besetzt, unter der Führung von Gunnar Marel Eggertsson nach Nordamerika, wobei sie auf Grönland und Neufundland Halt machte, um an Feierlichkeiten teilzunehmen. Sie befindet sich heute im Viking World Museum in Njarðvík auf Island.[11]

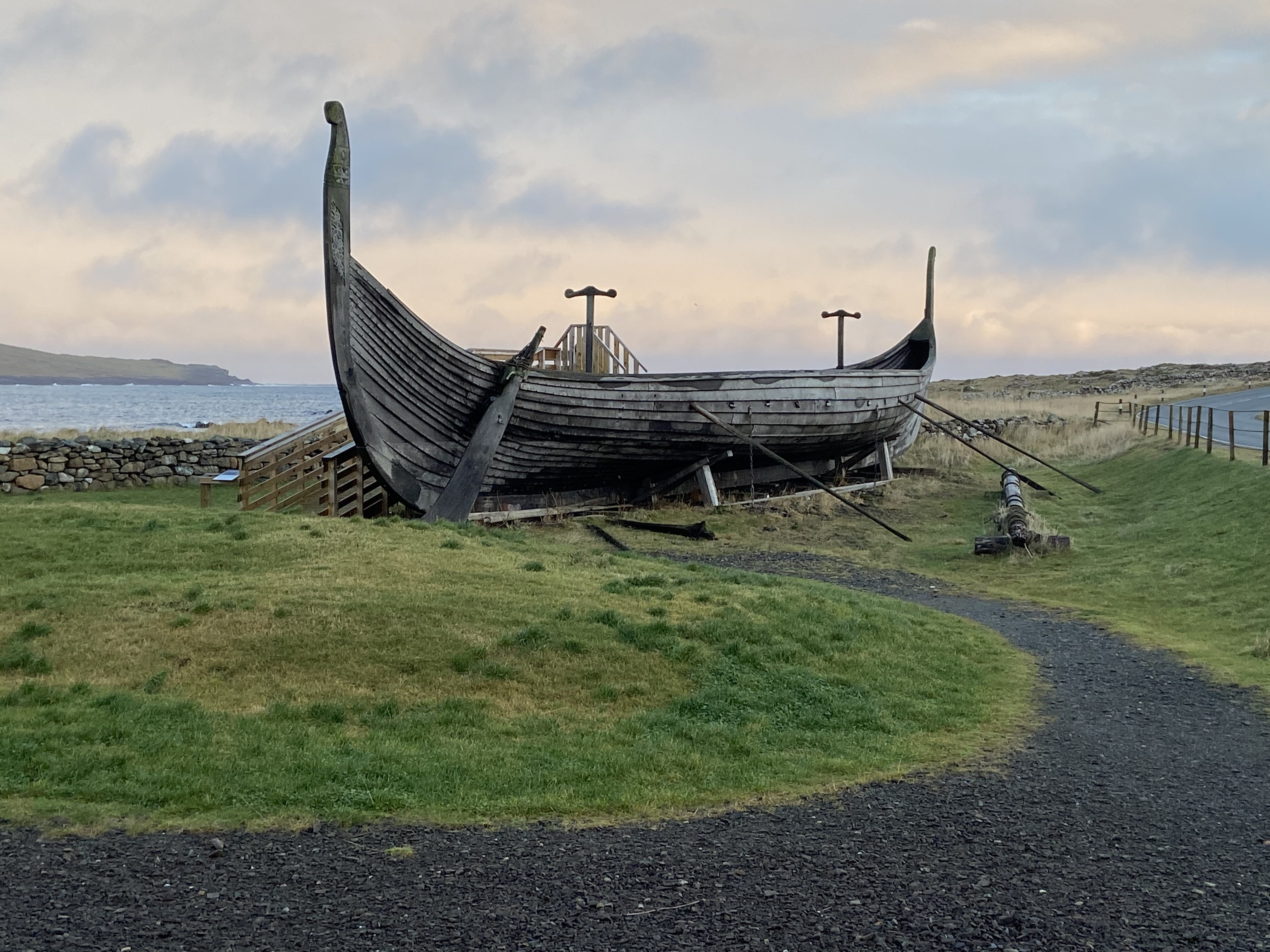
The Skidbladner in Haroldswick, Unst, Shetland

- Skidbladner, das 24,3 m lange und 5,25 m breite, in Schweden gebaute Schiff machte bei seiner geplanten Überführung in die USA im Jahr 2000 Zwischenstopp auf den Shetland-Inseln, von wo aus es dann nie weiterreiste. 2006 wurde es vom Shetland Amenity Trust aufgekauft, in Zusammenarbeit mit den Bootsbauern vom in Haroldswick auf Unst ansässigen Unst Boat Haven Projekt restauriert und fand daraufhin auch in Haroldswick seinen endgültigen Standort direkt an der Küste, wo man es heute neben dem Nachbau eines nordischen Langhauses besichtigen kann.[12]